# Anisodes javensis
Anisodes javensis là một loài bướm đêm trong họ Geometridae.